# Горобець саксауловий
Горобець саксауловий (Passer ammodendri) — вид горобцеподібних птахів родини горобцевих (Passeridae).

## Поширення
Вид поширений в Середній Азії. Мешкає у пустелях, біля річок та оаз. Трапляється в місцях, де росте саксаул, тополя або тамариск.

## Опис
Дрібний птах, завдовжки 14-16 см, вагою 25-32 г. Нагадує горобця хатнього, але відрізняється забарвленням голови. У самця уздовж тімені тягнеться широка чорна смуга, облямована широкими вохристо-рудими смугами. Чорні також смуга через око і горло. Верх тіла сірувато-бурий з плямами, низ світлий, пісочно-сірий. У самиці чорний колір замінений сірим, а загальне забарвлення тьмяніше.

## Підвиди
- P. ammodendri ammodendri — південь Казахстану, північ Узбекистану і Туркменістан;
- P. ammodendri nigricans — східний Казахстан на південний захід Монголії та західний Китай;
- P. ammodendri stoliczkae — західно-центральний Китай та південь Монголії.